# 愛的耳環
《愛的耳環》（日語：愛にピアス）是日本女歌手板野友美的第2首數位音樂下載限定歌曲，於2011年6月1日由King Records發行。

## 概要
4月16日，在大阪巨蛋舉行的《變成櫻花樹》AKB48全國握手會中宣佈推出歌曲，其中部分收益撥捐給東日本大震災的災民。6月1日，歌曲在RecoChoku開始先行音樂下載，其後在iTunes Store和mora亦有提供音樂下載。7月8日，板野在東京都的Shibuya O-EAST舉行歌曲發售的慶祝活動。歌曲是伊藤洋華堂的廣告歌。

## 歌曲列表
| 愛的耳環 | 愛的耳環 | 愛的耳環         | 愛的耳環 | 愛的耳環 |
| 曲序     | 曲目     | 词曲             | 編曲     | 时长     |
| -------- | -------- | ---------------- | -------- | -------- |
| 1.       | 愛的耳環 | 秋元康和黒須克彦 | 黒須克彦 | 4:00     |

## 外部連結
- （日語）キングレコード内板野友美オフィシャルサイト （页面存档备份，存于）